# Палац Камбурлея
Палац (садиба) графа Камбурлея — гетьманський палац, основна частина якого збудована 1790-і рр., у смт Хотінь на берегах річки Олешня. Свого часу був будівлею, що добре охоронялася. До кінця так і не був добудований. У 1784 році знищений вогнем.

## Опис палацу
87 кімнат садиби було прикрашено та декоровано за останньою модою. Колірна гама кожного нового приміщення вирізнялася від попередніх. Навколо маєтку розташувався мальовничий парк із рукотворним ландшафтом.

## Занепад
У ХХ столітті розквіт садиби змінився занепадом. Спадкоємці Кондратьєвих загрузли в судових позовах, а тим часом палац поступово розвалювався і втрачав колишню велич. Стіни потріскалися, підлога була затоплена, меблі розтягли по інших будинках. У 1914 році колись багатий палац перетворився на складське приміщення для зерна. Пізніше власник цукрового заводу Н. Лещинський викупив маєток, проте садибу повністю знищила пожежа.